# Polygala macradenia
Polygala macradenia là một loài thực vật có hoa trong họ Polygalaceae. Loài này được A. Gray miêu tả khoa học đầu tiên năm 1852.